# 邦塔尤-塞雷
邦塔尤-塞雷（法語：Bentayou-Sérée，法語發音：[bɛ̃taju seʁe]）是法国大西洋比利牛斯省的一个市镇，属于波城区。该市镇于1845年由原市镇邦塔尤（Bentayou）和塞雷（Sérée）合并而成。

## 地理
邦塔尤-塞雷（43°23'36"N, 0°3'54"W）面积8.26 平方千米，位于法国新阿基坦大区大西洋比利牛斯省，该省份为法国东南部省份，涵盖了贝阿恩与北巴斯克，西临大西洋比斯開灣，北至朗德省，东北接热尔省，东临上比利牛斯省，南与西班牙接壤。
与邦塔尤-塞雷接壤的市镇（或旧市镇、城区）包括：维杜兹、卡斯泰拉-卢比克斯、拉马尤、吕克-阿尔莫、吕卡雷、莫尔、莫米、蓬蒂亚克-维耶勒潘特。
邦塔尤-塞雷的时区为UTC+01:00、UTC+02:00（夏令时）。

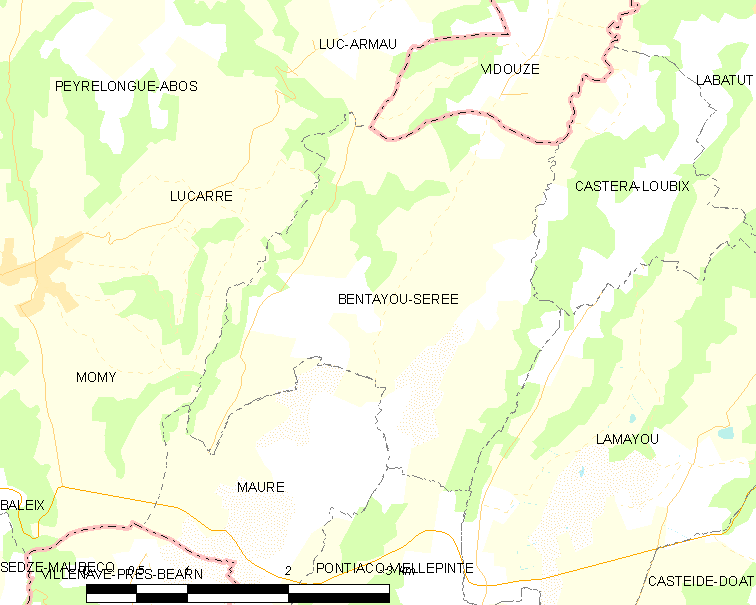
邦塔尤-塞雷的OSM定位图

## 行政
邦塔尤-塞雷的邮政编码为64460，INSEE市镇编码为64111。

## 政治
邦塔尤-塞雷所属的省级选区为莫尔拉斯与蒙塔内雷斯地区县。

## 人口

1962-2008年间邦塔尤-塞雷人口变化图示

邦塔尤-塞雷于2022年1月1日时的人口数量为108人。